# Listă de filme de groază din 1969
Aceasta este o listă de filme de groază din 1969.
| Titlu                          | Regizor                 | Distribuție                                        | Țara                                                                               | Note            |
| ------------------------------ | ----------------------- | -------------------------------------------------- | ---------------------------------------------------------------------------------- | --------------- |
| Blind Beast                    | Yasuzo Masumura         | Eiji Funakoshi, Mako Midori, Noriko Sengoku        | Japonia                                                                            | [ 1 ]           |
| Blood of Dracula's Castle      | Al Adamson, Jean Hewitt | Paula Raymond, John Carradine                      | Statele Unite ale Americii                                                         | [ 2 ]           |
| The Corpse                     | Viktors Ritelis         | Michael Gough, Yvonne Mitchell, Sharon Gurney      | Regatul Unit al Marii Britanii și al Irlandei de Nord                              | [ 3 ]           |
| Eye of the Cat                 | David Lowell Rich       | Michael Sarrazin, Gayle Hunnicutt, Eleanor Parker  | Statele Unite ale Americii                                                         | [ 3 ]           |
| Frankenstein Must Be Destroyed | Terence Fisher          | Peter Cushing, Veronica Carlson, Freddie Jones     | Regatul Unit al Marii Britanii și al Irlandei de Nord                              | [ 4 ]           |
| The Haunted Castle             | Tokuzo Tanaka           | Kojiro Hongo, Naomi Kobayashi, Mitsuyo Kamei       | Japonia                                                                            | [ 5 ]           |
| The Haunted House of Horror    | Michael Armstrong       | Frankie Avalon, Jill Haworth, Dennis Price         | Regatul Unit al Marii Britanii și al Irlandei de Nord                              | [ 6 ]           |
| Horrors of Malformed Men       | Teruo Ishii             | Teruo Yoshida, Tatsumi Hijikata, Minoru Ohki       | Japonia                                                                            | [ 7 ]           |
| The House That Screamed        | Narciso Ibáñez Serrador | Lilli Palmer, Cristina Galbó, John Moulder-Brown   | Spania                                                                             | [ 8 ]           |
| Inferno of Torture             | Teruo Ishii             |                                                    | Japonia                                                                            | [ 9 ]           |
| It's Alive!                    | Larry Buchanan          | Tommy Kirk, Shirley Bonne, Annabelle Weenick       | Statele Unite ale Americii                                                         | Television film |
| The Monsters of Terror         | Tulio Demicheli         | Paul Naschy, Michael Rennie, Karin Dor             | Spania · Italia · Germania de Vest                                                 | [ 5 ]           |
| Nightmare in Wax               | Bud Townsend            | Cameron Mitchell, Scott Brady                      | Statele Unite ale Americii                                                         | [ 12 ]          |
| Night of Bloody Horror         | Joy N. Houck, Jr.       | Gerald McRaney, Gaye Yellen, Evelyn Hendricks      | Statele Unite ale Americii                                                         | [ 13 ]          |
| The Nude Vampire               | Jean Rollin             | Marie-Pierre Castel, Ly Lestrong, Caroline Cartier | Franța · Italia                                                                    | [ 14 ]          |
| The Oblong Box                 | Gordon Hessler          | Vincent Price, Christopher Lee, Alister Williamson | Regatul Unit al Marii Britanii și al Irlandei de Nord · Statele Unite ale Americii | [ 15 ]          |
| Sadisterotica                  | Jesús Franco            | Janine Reynaud, Rossana Yanni, Adrian Hoven        | Germania de Vest · Spania                                                          | [ 16 ]          |
| Satan's Sadists                | Al Adamson              | Cheryl Anne, John 'Bud' Cardos, Bambi Allen        | Statele Unite ale Americii                                                         | [ 17 ]          |
| Scream and Scream Again        | Gordon Hessler          | Vincent Price, Christopher Lee, Peter Cushing      | Regatul Unit al Marii Britanii și al Irlandei de Nord                              | [ 18 ]          |
| Scream Baby Scream             | Joseph Adler            | Brad F. Grinter, Rossie Harris, Chris Martell      | Statele Unite ale Americii                                                         | [ 19 ]          |